# Anarithma
Anarithma is een geslacht van weekdieren uit de klasse van de Gastropoda (slakken).

## Soorten
- Anarithma drivasi Chang, 1995
- Anarithma maesi Drivas & Jay, 1986
- Anarithma metula (Hinds, 1843)
- Anarithma stepheni (Melvill & Standen, 1897)
- Anarithma sublachryma (Hervier, 1900)